# Илер (река)
Илер (древно име Иларгус) је река која протиче кроз Баварску и Баден-Виртемберг у Немачкој. То је десна притока Дунава, 146 km дуга. 
Формира се на ушћу река Брајтах, Стилах и Третах, у близини Оберстдорфа, у алпском региону Алгој. Одатле тече према северу, пролазећи поред градова Зонтхофен, Именштат им Алгој и Кемптен . 
Између Лаутраха код Мемингена и Улма формира границу између две немачке покрајине, Баварске и Баден-Виртемберга, дужине од око 50 km. Река се улива у Дунав у центру града Улма. 
Илер има сливно подручје од 2.152 km2 (831 sq mi). Она је седма река Баварске по протоку воде, са просечним протоком од 75 m3/s (2.600 cu ft/s) у Зендену. Снага реке користи се за производњу хидроелектричне енергије путем осам електрана укупне нето снаге 51 МВ (1998). 